# Thysanostemon
Thysanostemon é um género botânico pertencente à família Clusiaceae, composto por apenas duas espécies.

## Espécies
- Thysanostemon fanshawei
- Thysanostemon pakaraimae